# Carlos Atanes
Carlos Atanes, född 8 november 1971 i Barcelona, är en spansk filmregissör, författare och dramatiker. Han är medlem i The Film-Makers' Cooperative. Som manusförfattare och dramatiker har Carlos Atanes publicerat flera böcker och essäer om kulturfrågor, film och kaosmagi.

## Regi i urval
- The Marvellous World of the Cucu Bird (1991)
- The Metamorphosis of Franz Kafka (1993)
- Perdurabo (Where is Aleister Crowley?) (2003)
- FAQ: Frequently Asked Questions (2004)
- Próxima (2006)
- Maximum Shame (2010)
- Gallino, the Chicken System (2012)

## Teaterpjäser
- 2021 – Rey de Marte (Dramatisk läsning)
- 2021 – Báthory (Dramatisk läsning)
- 2019 – Antimateria
- 2018 – Amaya Galeotes La incapacidad de exprimirte
- 2018 – La línea del horizonte
- 2015 – Un genio olvidado (Un rato en la vida de Charles Howard Hinton)
- 2014 – La quinta estación del puto Vivaldi
- 2014 – Los ciclos atánicos
- 2013 – El triunfo de la mediocridad
- 2013 – Secretitos
- 2011 – El hombre de la pistola de nata
- 2011 – La cobra en la cesta de mimbre

### Böcker tillsammans
- 2022 – Querida - A Doll's Tale of Misery and Liberation
- 2022 – Monstruos – ISBN 978-84-18941-61-0
- 2021 – La invasión de los ultracuerpos, de Philip Kaufman – ISBN 978-84-120493-7-4
- 2020 – Cine que hoy no se podría rodar – ISBN 978-84-122716-0-7
- 2020 – Eyes Wide Shut – ISBN 978-84-121874-6-5
- 2020 – Space Fiction: Visiones de lo cósmico en la ciencia ficción – ISBN 978-8412049664
- 2019 – De Arrebato a Zulueta – ISBN 978-84-120493-1-2
- 2016 – In the Woods & on the Heath
- 2010 – La Bestia en la pantalla. Aleister Crowley y el cine fantástico – ISBN 9788489668843